# Wysoka (Polkowice)
Pour les articles homonymes, voir Wysoka (homonymie).
Wysoka est une localité polonaise de la gmina de Przemków, située dans le powiat de Polkowice en voïvodie de Basse-Silésie.